# ダニエル・リオス
ダニエル・リオス（Daniel Rios , 1972年11月11日 - ）は、スペイン出身の元プロ野球選手（投手）。
アメリカでの登録名は「Danny Rios｣。

## 来歴

### アメリカ時代
両親はキューバ人であり、スペインに生まれた。2歳の時にアメリカ合衆国へ移住。
1993年に、マイアミ大学からニューヨーク・ヤンキースに入団し、マイナーリーグで中継ぎとして活躍。1997年5月20日、メジャーデビューするも、この年のオフに解雇。
その後、カンザスシティ・ロイヤルズに入団してメジャーで5試合投げるも、1999年オフに解雇。
2000年、2001年は、メキシカンリーグのラグナ・ユニオン・コットンファーマーズと独立リーグ(アトランティック・リーグ)のニューアーク・ベアーズでのプレーを経て、2002年、韓国プロ野球(KBO)の起亜タイガースに入団した。

### 韓国時代
2002年
首脳陣はリオスを開幕から守護神として起用していたが、投球内容が悪くシーズン途中から先発に転向することになった。先発転向後に好投を披露して、入団1年目で14勝13セーブという好成績を残し、翌年の契約を勝ち取った。
2003年
シーズン当初から先発ローテーションに定着。打線の援護に恵まれず勝敗は10勝13敗と落ち込んだものの、韓国プロ野球の外国人では史上初となる2年連続二桁勝利を達成した。
2004年
開幕からシーズン通して先発ローテーションを守り17勝を挙げ、最多勝のタイトルを裵英洙（三星）(1救援勝)、ゲーリー・ラス（斗山）と分け合った。ポストシーズンでは、斗山ベアーズとの準プレーオフで第1戦に先発登板。ラスとの投げ合いになったが、2回2/3で被本塁打2本を含めて6失点を喫して敗戦投手となり、期待を大きく裏切った。チームは準プレイオフで敗退している。
2005年
過去3年間の好調が一転し、前半戦は不振だった。7月の時点で6勝10敗と期待を裏切り、チームが最下位に低迷する最大の原因となった。シーズン中には頻繁に戦力外の噂が飛び交ったが、7月10日に若手左腕全炳斗らとのトレードという形で、斗山ベアーズへ移籍した。斗山移籍後に本来の調子を取り戻し、マット・ランデルとの2本柱で斗山の投手陣を引っ張った。移籍後に9勝を挙げ、最終的にシーズンを15勝12敗で終えた。また147奪三振は裵英洙と並ぶ最多であり、斗山の韓国シリーズ進出に貢献した。プレーオフでは1勝を挙げるも、韓国シリーズでは2敗。前年に続きポストシーズンでの勝負弱さを露呈した。
2006年
韓国プロ野球の外国人投手では初となる、5年目のシーズンを迎えた。この年は12勝16敗と負け越し、チームもポストシーズン進出に失敗している。
2007年
8月30日の現代ユニコーンズ戦で、韓国プロ野球の外国人初となるシーズン20勝を挙げた。その後も2勝を加え、最終的には1990年の宣銅烈以来、17年ぶりとなる22勝をマークした。先発登板のみでの22勝は韓国プロ野球史上初の快挙であった。また10月3日の現代戦では、あわや完全試合という快投で斗山のプレーオフ進出を決めている。22勝5敗、防御率2.07の好成績が評価され、シーズンMVP、最優秀防御率、最優秀勝率、ゴールデングラブ賞などタイトルを総なめにした。また、6年連続二桁勝利で通算90勝となり、2017年にダスティン・ニッパートに抜かれるまで韓国プロ野球の外国人選手最多記録であった。
オフに斗山は年俸80万ドルの契約を提示したが、リオスは保留。残留交渉は決裂し、斗山の所有名簿から外れた。12月25日に、東京ヤクルトスワローズと1年契約年俸95万ドル（約1億830万円）、及び一定の成績を残せば2年目の契約が自動更新となるオプション付き（2年総額は最大で380万ドル（約4億3300万円）程度の見込み）で合意し、日本でプレーすることになった。

### 日本時代
2008年
オープン戦から不安定ながら先発ローテーションに定着する一方で、後述のようにボークに苦しめられている。4月12日の対読売ジャイアンツ戦で来日初勝利をあげた。
しかし、6月28日にリオスの禁止薬物（ハイドロキシスタノゾロール）使用が発覚した。前例の2名の違反者（リック・ガトームソン(ソフトバンク)及びルイス・ゴンザレス(巨人)）とは異なり、禁止薬物（ハイドロキシスタノゾロール）との事実を知りながら使用していた。同日から1年間の出場停止処分が科されることとなり、ヤクルトは即座にリオスとの契約を解除することを発表した。リオスは「昨年末に背中や腰の治療のために注射したことが陽性反応を示した原因ではないかと思う」などと主張し、異議申し立てについては弁護士と話し合って決めるとした。7月14日に自由契約選手公示された。

### ヤクルト退団後
その後、2010年に台湾プロ野球のLa Newべアーズの入団テストを受験したが不合格に終わり、そのまま現役を引退した。

## 人物
- レギュラーシーズンの活躍に比較すると、ポストシーズンの試合を苦にする傾向が見られる。2006年までのポストシーズンの成績は1勝4敗で、上述の通り所属チームの敗退の原因にあげられることが多い。レギュラーシーズンで22勝と好成績を上げた2007年は、プレーオフと韓国シリーズの第1戦に先発して2勝をあげたが韓国シリーズの第4戦では4失点で、金廣鉉(SK)との投げ合いに敗れている。
- 2005年に起亜を退団した際、起亜がリオスの代わりに獲得したのは2007年にヤクルトに在籍したセス・グライシンガー(当時・ブレーブス)であり、日韓で入れ違いが続いている。
- リオスの両親はキューバ出身だが、リオスはスペインで生まれている。リオスは2歳の時にアメリカに移住し、大学はアメリカのマイアミ大学に入学した。母国語に加え韓国語を勉強しており、韓国プロ野球時代はチームメイトと韓国語で会話していた。3ヶ国語を操るうえに、経済書を愛読するという。
- 来日後、リオスは国際試合対策による日本野球のボークのジャッジに苦しみ、期待に沿った成績をあげられなかった。

## 詳細情報

### 年度別投手成績
| 年 度    | 球 団    | 登 板 | 先 発 | 完 投 | 完 封 | 無 四 球 | 勝 利 | 敗 戦 | セ 丨 ブ | ホ 丨 ル ド | 勝 率 | 打 者 | 投 球 回 | 被 安 打 | 被 本 塁 打 | 与 四 球 | 敬 遠 | 与 死 球 | 奪 三 振 | 暴 投 | ボ 丨 ク | 失 点 | 自 責 点 | 防 御 率 | W H I P |
| -------- | -------- | ----- | ----- | ----- | ----- | -------- | ----- | ----- | -------- | ----------- | ----- | ----- | -------- | -------- | ----------- | -------- | ----- | -------- | -------- | ----- | -------- | ----- | -------- | -------- | ------- |
| 1997     | NYY      | 2     | 0     | 0     | 0     | 0        | 0     | 0     | 0        | --          | ----  | 19    | 2.1      | 9        | 3           | 2        | 0     | 1        | 1        | 0     | 0        | 5     | 5        | 19.29    | 4.71    |
| 1998     | KC       | 5     | 0     | 0     | 0     | 0        | 0     | 1     | 0        | --          | .000  | 38    | 7.1      | 9        | 1           | 6        | 0     | 1        | 6        | 1     | 0        | 8     | 5        | 6.14     | 2.05    |
| 2002     | 起亜     | 54    | 13    | 3     | 0     | --       | 14    | 5     | 13       | 1           | .737  | 662   | 157.2    | 140      | 14          | 44       | 2     | 24       | 102      | 5     | 0        | 59    | 55       | 3.14     | 1.17    |
| 2003     | 起亜     | 30    | 30    | 2     | 0     | --       | 10    | 13    | 0        | 0           | .435  | 820   | 188.2    | 186      | 19          | 62       | 1     | 28       | 121      | 5     | 0        | 93    | 80       | 3.82     | 1.31    |
| 2004     | 起亜     | 32    | 32    | 3     | 2     | --       | 17    | 8     | 0        | 0           | .680  | 932   | 222.2    | 209      | 10          | 70       | 1     | 25       | 145      | 3     | 0        | 75    | 71       | 2.87     | 1.25    |
| 2005     | 起亜     | 19    | 19    | 2     | 0     | --       | 6     | 10    | 0        | 0           | .375  | 508   | 113.2    | 140      | 17          | 35       | 0     | 14       | 71       | 3     | 1        | 72    | 66       | 5.23     | 1.54    |
| 2005     | 斗山     | 13    | 13    | 1     | 0     | --       | 9     | 2     | 0        | 0           | .818  | 348   | 91.2     | 63       | 3           | 22       | 0     | 3        | 76       | 1     | 0        | 16    | 14       | 1.37     | 0.93    |
| '05計    | 斗山     | 32    | 32    | 3     | 0     | --       | 15    | 12    | 0        | 0           | .556  | 856   | 205.1    | 203      | 20          | 57       | 0     | 17       | 147      | 4     | 1        | 88    | 80       | 3.51     | 1.27    |
| 2006     | 斗山     | 34    | 33    | 4     | 1     | --       | 12    | 16    | 0        | 0           | .429  | 945   | 233.0    | 204      | 14          | 49       | 1     | 15       | 145      | 8     | 0        | 86    | 75       | 2.90     | 1.09    |
| 2007     | 斗山     | 33    | 33    | 6     | 4     | 1        | 22    | 5     | 0        | 0           | .815  | 947   | 234.2    | 191      | 8           | 58       | 2     | 16       | 147      | 5     | 0        | 69    | 54       | 2.07     | 1.06    |
| 2008     | ヤクルト | 11    | 11    | 0     | 0     | 0        | 2     | 7     | 0        | 0           | .222  | 300   | 64.1     | 80       | 7           | 26       | 0     | 5        | 37       | 2     | 2        | 48    | 39       | 5.46     | 1.65    |
| MLB：2年 | MLB：2年 | 7     | 0     | 0     | 0     | 0        | 0     | 1     | 0        | --          | .000  | 57    | 9.2      | 18       | 4           | 8        | 0     | 2        | 7        | 1     | 0        | 13    | 10       | 9.31     | 2.69    |
| KBO：6年 | KBO：6年 | 215   | 173   | 21    | 7     | --       | 90    | 59    | 13       | 1           | .604  | 5162  | 1242.0   | 1133     | 85          | 340      | 7     | 125      | 807      | 30    | 1        | 470   | 415      | 3.01     | 1.19    |
| NPB：1年 | NPB：1年 | 11    | 11    | 0     | 0     | 0        | 2     | 7     | 0        | 0           | .222  | 300   | 64.1     | 80       | 7           | 26       | 0     | 5        | 37       | 2     | 2        | 48    | 39       | 5.46     | 1.65    |

- 各年度の太字はリーグ最高、赤太字はKBOにおける歴代最高

### タイトル
KBO
- 最優秀防御率：1回（2007年）
- 最多勝：2回（2004年、2007年）
- 最多奪三振：1回（2005年）

### 表彰
KBO
- MVP：1回（2007年）
- ゴールデングラブ賞：1回（投手部門 2007年）

### 記録
NPB
- 初登板・初先発：2008年4月1日、対横浜ベイスターズ1回戦（横浜スタジアム）、6回5失点（自責点4）
- 初奪三振：同上、3回裏に工藤公康から空振り三振
- 初勝利・初先発勝利：2008年4月12日、対読売ジャイアンツ4回戦（東京ドーム）、6回4失点

### 背番号
- 52 （1997年）
- 63 （1997年）
- 51 （1998年）
- 59 （2002年 - 2005年途中）
- 45 （2005年途中 - 2006年）
- 27 （2007年）
- 34 （2008年）